# Wola Stróska
Wola Stróska (daw. Wola Strózka) – wieś w Polsce położona w województwie małopolskim, w powiecie tarnowskim, w gminie Zakliczyn}. Wieś leży na północnym stoku Mogiły na Pogórzu Rożnowskim.
W latach 1975–1998 miejscowość administracyjnie należała do województwa tarnowskiego.

## Części wsi
| SIMC    | Nazwa     | Rodzaj    |
| ------- | --------- | --------- |
| 0837318 | Górki     | część wsi |
| 0837324 | Kamieniec | część wsi |
| 0837330 | Podlesie  | część wsi |
| 0837347 | Stawiska  | część wsi |
| 0837353 | Zagórze   | część wsi |
| 0837360 | Zagumnie  | część wsi |

## Historia
Pierwsze wzmianki w źródłach historycznych o miejscowości Wola Stróska pochodzą z 1353 roku, kiedy to Wola Stróska była wsią rycerską. Kronikarz Jędrzej Mytnik pisał na przełomie XIX i XX wieku: 

„A gospodarzów z gór Stróskich przesiedlił swojem kosztem na południową stronę za górę do dolin, mówiąc im że stamtąd nie będą odrabiać pańszczyzny, na co się gospodarze swoją wolą zgodzili i z tych gór przesiedlili na południe za górę do dolin, a grunta na górach zabrał do dworu. A podług chłopskiego głupiego rozumu i woli, że się na to swoją głupią wolą zgodzili, nazwał dziedzic podstępny później te chałupy w dolinach już nie Stróżami ale Wolą Stróżką...”

## II wojna światowa

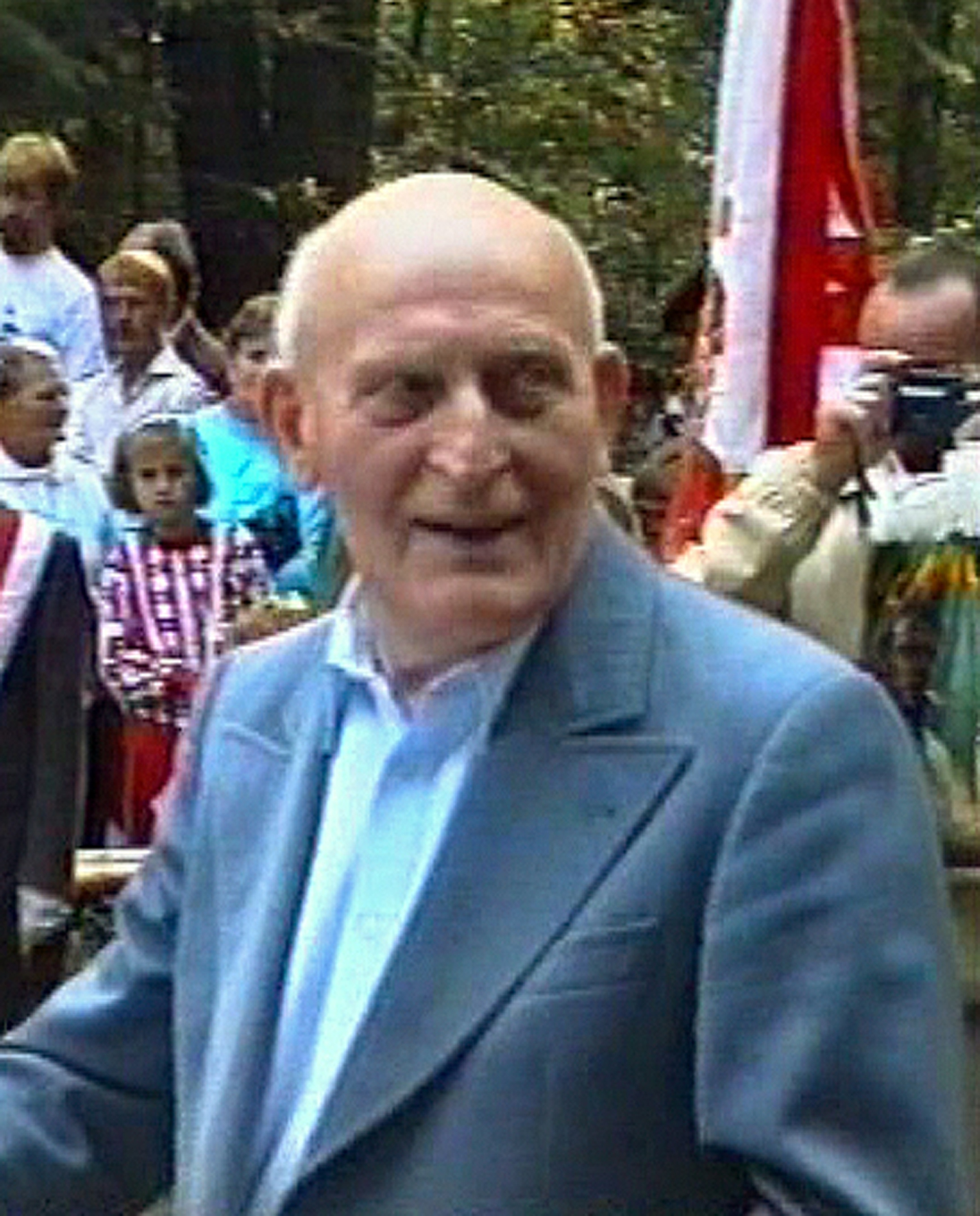
por. Paweł Chwała ps. "Skory" (w dniu 1 września 1991 - w miejscu bitwy na wzgórzu "Mogiła")

Podczas II wojny światowej w rejonie Woli Stróskiej – Rudy Kameralnej operowało zgrupowanie partyzanckie (kompania) pod dowództwem por. Pawła Chwały ps. "Skory" i jego z-cy ppor. Zdzisława Tadeusza Straszyńskiego (cichociemnego) ps. "Meteor". Miejscem zgrupowania było wzgórze "Mogiła". W zgrupowaniu tym, oprócz żołnierzy Armii Krajowej, było też 14 uciekinierów z armii niemieckiej (Własowa), których nazywano "Azerbejdżanami", oraz 3 żołnierzy rosyjskich.

### Bitwa
Według meldunku kpt. Franciszka Bloka „Soplica” z 30.11.44 „Opis bitwy 1. kompanii partyzanckiej 4/VI z żandarmerią niemiecką w rejonie m. Wola Stróska” 5 października 1944 około godziny 12 (według innych źródeł około 15tej), 200–300-osobowy oddział niemieckiej żandarmerii został doprowadzony pod obóz 1 kompanii przez jednego z miejscowych chłopów.
Oddział niemiecki rozpoczął natarcie na punkt sanitarny partyzantów (zwany szpitalikiem), w którym przebywało 6 żołnierzy i lekarz. Partyzanckie ubezpieczenie było ulokowane na trasie marszu żandarmerii, ale szybko się wycofało, nie alarmując żołnierzy zebranych w szpitaliku, a dopiero partyzantów zebranych w obozie. Rekonwalescenci z punktu sanitarnego podjęli obronę, ale większość z zebranych tam partyzantów szybko zginęła. 1 pluton pod komendą zastępcą dowódcy kompanii por. Zdzisława Straszyńskiego („Meteorem”) – zatrzymał natarcie i uwolnił pozostałych chorych żołnierzy. Równocześnie 2 pluton pod dowództwem ppor. Mariana Kluszyckiego („Limbicza”) podjął obronę od strony południowej, dzięki czemu udało się odeprzeć natarcie. Ten etap bitwy trwał około 1,5 godziny.
Po przerwie, która trwała pół godziny, Niemcy natarli z południa. Pluton 1 ppor. „Meteora” przyjął uderzenie i je powstrzymał. Ppor. „Limbicz” z plutonem II uderzył od zachodu na lewe skrzydło żandarmerii, dzięki czemu oddziały niemieckie wycofały się w kierunku miejscowości Zdonia. Łącznie bitwa trwała od godz. 12 do 16-tej. Straty po stronie oddziału partyzanckiego wyniosły 5 zabitych, a po stronie żandarmerii: 1 ranny, 6 poległych w bitwie, 7 rannych, którzy zostali przewiezieni do szpitala w Brzesku i tam zmarli, 7 kolejnych rannych przewieziono do szpitala w Zakliczynie, z których 1 zmarł następnego dnia.

## Szpitalik
Koło Światowego Związku Armii Krajowej wybudowało obok szpitalika pomnik pamięci poległych partyzantów odsłonięty 5 października 1986 roku. Okolicznościowa tablica mówi:
... W tym miejscu dnia 5 X 1944 z rąk hitlerowskich barbarzyńców polegli na polu chwały lekarz i pacjenci partyzanckiego szpitala: 1) Władysław Mossoczy, 2) Franciszek Baca, 3) N. Gajda 4) Władysław Chrzan 5) Franciszek Pitala, 6) Franciszek Świerczek, 7) N. Wolak 8) N. Gącelik, 9) Bolesław Wołek 10) N.N podpisano - Społeczeństwo Ziemi Zakliczyńskiej 9. V. 1974 roku.